# آنا ماسي
آنا ماسي (بالإنجليزية: Anna Massey)‏ هي ممثلة بريطانية، ولدت في 11 أغسطس 1937 في المملكة المتحدة، وتوفيت في 3 يوليو 2011 بلندن في المملكة المتحدة بسبب سرطان.

## أعمال

### أفلام
- (1979) قصة حب قصيرة
- (1984) فتاة الطبال الصغير
- (2004) الميكانيكي

## ترشيحات
- جائزة توني لأفضل ممثلة بارزة في مسرحية [الإنجليزية]‏ (1957)

## وصلات خارجية
- آنا ماسي على موقع IMDb (الإنجليزية)
- آنا ماسي على موقع روتن توميتوز (الإنجليزية)
- آنا ماسي على موقع ألو سيني (الفرنسية)
- آنا ماسي على موقع أول موفي (الإنجليزية)
- آنا ماسي على موقع قاعدة بيانات برودواي على الإنترنت (الإنجليزية)
- آنا ماسي على موقع قاعدة بيانات الأفلام السويدية (السويدية)
- آنا ماسي على موقع إن إن دي بي (الإنجليزية)
- آنا ماسي على موقع ديسكوغز (الإنجليزية)
- آنا ماسي على موقع قاعدة بيانات الفيلم (الإنجليزية)
- آنا ماسي على موقع كينوبويسك (الروسية)